# Volta Ciclista a Catalunya 1992
La Volta Ciclista a Catalunya 1992, settantaduesima edizione della corsa, si svolse in sette tappe, la quinta suddivisa in due semitappe, dal 9 al 15 settembre 1992, per un percorso totale di 943,8 km, con partenza da Sant Carles de la Ràpita e arrivo a Sant Feliu de Guíxols. La vittoria fu appannaggio dello spagnolo Miguel Indurain, che completò il percorso in 23h48'26", precedendo lo svizzero Tony Rominger e il connazionale Antonio Martín Velasco. 
La prima tappa, fu una cronometro a squadre, in cui per ogni team ci furono 2 semi-squadre (A e B).

## Tappe
| Tappa  | Data         | Percorso                                                              | km    | Vincitore di tappa    | Leader cl. generale   |
| ------ | ------------ | --------------------------------------------------------------------- | ----- | --------------------- | --------------------- |
| 1ª     | 9 settembre  | Sant Carles de la Ràpita > Sant Carles de la Ràpita (cron. a squadre) | 7,4   | ONCE A                | Alex Zülle            |
| 2ª     | 10 settembre | Sant Feliu de Guíxols > Lleida                                        | 202,3 | Laurent Jalabert      | Alex Zülle            |
| 3ª     | 11 settembre | Lleida > Calaf                                                        | 192,8 | Jean-François Bernard | Jean-François Bernard |
| 4ª     | 12 settembre | Igualada > Igualada (cron. individuale)                               | 21,5  | Alex Zülle            | Alex Zülle            |
| 5ª-1   | 13 settembre | L'Hospitalet de Llobregat > Barcellona                                | 74,3  | Laurent Jalabert      | Alex Zülle            |
| 5ª-2   | 13 settembre | Barcellona > Castell-Platja d'Aro                                     | 119,8 | Maurizio Fondriest    | Alex Zülle            |
| 6ª     | 14 settembre | Castell-Platja d'Aro > Vallter 2000                                   | 153,6 | Tony Rominger         | Miguel Indurain       |
| 7ª     | 15 settembre | Llanars > Sant Feliu de Guíxols                                       | 172,3 | Laurent Jalabert      | Miguel Indurain       |
| Totale | Totale       | Totale                                                                | 943,8 |                       |                       |

## Dettagli delle tappe

### 1ª tappa
- 9 settembre : Sant Carles de la Ràpita – Cronometro a squadre – 7,4 km

Risultati
| Pos. | Squadra               | Tempo |
| ---- | --------------------- | ----- |
| 1    | ONCE A                | 8'46" |
| 2    | PDM-Ultima-Concorde B | a 7"  |
| 3    | ONCE B                | s.t.  |

| Pos. | Corridore      | Squadra | Tempo |
| ---- | -------------- | ------- | ----- |
| 1    | Alex Zülle     | ONCE    | 8'46" |
| 2    | Johan Bruyneel | ONCE    | s.t.  |
| 3    | Melchor Mauri  | ONCE    | s.t.  |

### 2ª tappa
- 10 settembre: Sant Feliu de Guíxols > Lleida – 202,3 km

Risultati
| Pos. | Corridore        | Squadra    | Tempo    |
| ---- | ---------------- | ---------- | -------- |
| 1    | Laurent Jalabert | ONCE       | 5h29'11" |
| 2    | Jans Koerts      | PDM        | s.t.     |
| 3    | Juan C. González | Puertas M. | s.t.     |

| Pos. | Corridore      | Squadra | Tempo    |
| ---- | -------------- | ------- | -------- |
| 1    | Alex Zülle     | ONCE    | 5h37'57" |
| 2    | Johan Bruyneel | ONCE    | s.t.     |
| 3    | Melchor Mauri  | ONCE    | s.t.     |

### 3ª tappa
- 11 settembre: Lleida > Calaf – 192,8 km

Risultati
| Pos. | Corridore             | Squadra | Tempo    |
| ---- | --------------------- | ------- | -------- |
| 1    | Jean-François Bernard | Banesto | 5h05'11" |
| 2    | Laurent Jalabert      | ONCE    | a 13"    |
| 3    | Thierry Laurent       | R.M.O.  | s.t.     |

| Pos. | Corridore             | Squadra | Tempo     |
| ---- | --------------------- | ------- | --------- |
| 1    | Jean-François Bernard | Banesto | 10h43'19" |
| 2    | Alex Zülle            | ONCE    | a 2"      |
| 2    | Johan Bruyneel        | ONCE    | s.t.      |

### 4ª tappa
- 12 settembre: Igualada > Igualada – Cron. individuale – 21,5 km

Risultati
| Pos. | Corridore             | Squadra | Tempo  |
| ---- | --------------------- | ------- | ------ |
| 1    | Alex Zülle            | ONCE    | 26'20" |
| 2    | Miguel Indurain       | Banesto | a 5"   |
| 3    | Jean-François Bernard | Banesto | a 16"  |

| Pos. | Corridore             | Squadra | Tempo     |
| ---- | --------------------- | ------- | --------- |
| 1    | Alex Zülle            | ONCE    | 11h09'41" |
| 2    | Jean-François Bernard | Banesto | a 14"     |
| 2    | Miguel Indurain       | Banesto | a 16"     |

### 5ª tappa, 1ª semitappa
- 13 settembre: L'Hospitalet de Llobregat > Barcellona – 74,3 km

Risultati
| Pos. | Corridore        | Squadra  | Tempo    |
| ---- | ---------------- | -------- | -------- |
| 1    | Laurent Jalabert | ONCE     | 2h00'48" |
| 2    | Jans Koerts      | PDM      | s.t.     |
| 3    | Mario Manzoni    | Gatorade | s.t.     |

| Pos. | Corridore             | Squadra | Tempo     |
| ---- | --------------------- | ------- | --------- |
| 1    | Alex Zülle            | ONCE    | 13h10'29" |
| 2    | Jean-François Bernard | Banesto | a 14"     |
| 2    | Miguel Indurain       | Banesto | a 16"     |

### 5ª tappa, 2ª semitappa
- 13 settembre: Barcellona > Castell-Platja d'Aro – 119,8 km

Risultati
| Pos. | Corridore          | Squadra       | Tempo    |
| ---- | ------------------ | ------------- | -------- |
| 1    | Maurizio Fondriest | Panasonic     | 3h00'43" |
| 2    | Vicente Aparicio   | Amaya Seguros | a 1"     |
| 3    | Laurent Jalabert   | ONCE          | a 2"     |

| Pos. | Corridore             | Squadra | Tempo     |
| ---- | --------------------- | ------- | --------- |
| 1    | Alex Zülle            | ONCE    | 16h11'14" |
| 2    | Jean-François Bernard | Banesto | a 14"     |
| 2    | Miguel Indurain       | Banesto | a 16"     |

### 6ª tappa
- 14 settembre: Castell-Platja d'Aro > Vallter 2000 – 153,6 km

Risultati
| Pos. | Corridore              | Squadra       | Tempo    |
| ---- | ---------------------- | ------------- | -------- |
| 1    | Tony Rominger          | CLAS-Cajastur | 4h09'09" |
| 2    | Antonio Martín Velasco | Amaya Seguros | a 5"     |
| 3    | Miguel Indurain        | Banesto       | s.t.     |

| Pos. | Corridore              | Squadra       | Tempo     |
| ---- | ---------------------- | ------------- | --------- |
| 1    | Miguel Indurain        | Banesto       | 20h20'44" |
| 2    | Tony Rominger          | CLAS-Cajastur | a 19"     |
| 2    | Antonio Martín Velasco | Amaya Seguros | a 1'18"   |

### 7ª tappa
- 15 settembre: Llanars > Sant Feliu de Guíxols – 172,1 km

Risultati
| Pos. | Corridore        | Squadra       | Tempo    |
| ---- | ---------------- | ------------- | -------- |
| 1    | Laurent Jalabert | ONCE          | 4h08'56" |
| 2    | Mario Manzoni    | Gatorade      | s.t.     |
| 3    | Mathieu Hermans  | Lotus-Festina | s.t.     |

| Pos. | Corridore              | Squadra       | Tempo     |
| ---- | ---------------------- | ------------- | --------- |
| 1    | Miguel Indurain        | Banesto       | 24h29'40" |
| 2    | Tony Rominger          | CLAS-Cajastur | a 19"     |
| 3    | Antonio Martín Velasco | Amaya Seguros | a 1'18"   |

## Classifiche finali

### Classifica generale
| Pos. | Corridore              | Squadra             | Tempo     |
| ---- | ---------------------- | ------------------- | --------- |
| 1    | Miguel Indurain        | Banesto             | 24h29'40" |
| 2    | Tony Rominger          | CLAS-Cajastur       | a 19"     |
| 3    | Antonio Martín Velasco | Amaya Seguros       | a 1'18"   |
| 4    | Erik Breukink          | PDM-Ultima-Concorde | a 1'27"   |
| 5    | Jean-François Bernard  | Banesto             | a 1'47"   |
| 6    | Federico Echave        | CLAS-Cajastur       | a 1'51"   |
| 7    | Mikel Zarrabeitia      | Amaya Seguros       | a 2'22"   |
| 8    | Charly Mottet          | R.M.O.              | a 2'52"   |
| 9    | Johan Bruyneel         | ONCE                | a 2'58"   |
| 10   | Pedro Delgado          | Banesto             | a 3'20"   |

### Classifica a punti
| Pos. | Corridore            | Squadra             | Punti |
| ---- | -------------------- | ------------------- | ----- |
| 1    | Laurent Jalabert     | ONCE                | 69    |
| 2    | Jans Koerts          | PDM-Ultima-Concorde | 49    |
| 3    | Juan Carlos González | Puertas Mavisa      | 41    |

### Classifica scalatori
| Pos. | Corridore              | Squadra       | Punti |
| ---- | ---------------------- | ------------- | ----- |
| 1    | Tony Rominger          | CLAS-Cajastur | 30    |
| 2    | Antonio Martín Velasco | Amaya Seguros | 19    |
| 3    | Miguel Indurain        | Banesto       | 19    |

### Classifica sprint
| Pos. | Corridore                   | Squadra        | Punti |
| ---- | --------------------------- | -------------- | ----- |
| 1    | Álvaro González de Galdeano | Artiach        | 10    |
| 2    | Miquel Àngel Iglesias       | Puertas Mavisa | 10    |
| 3    | Erwin Nijboer               | Artiach        | 6     |

### Classifica squadre
| Pos. | Squadra       | Tempo     |
| ---- | ------------- | --------- |
| 1    | Banesto       | 73h34'04" |
| 2    | CLAS-Cajastur | a 1'05"   |
| 3    | Amaya Seguros | a 2'04"   |